# Roman Rabl
Roman Rabl (* 11. Juni 1991 in St. Johann in Tirol) ist ein österreichischer Monoskifahrer. Er startet in allen Ski Alpinen Bewerben (Abfahrt, Super-G, Super-Kombination, Riesenslalom und Slalom). Bei den Paralympischen Spielen in Sotschi 2014 gewann er drei Bronzemedaillen. Ein Jahr später, bei den Weltmeisterschaften 2015 in Panorama (Kanada), gewann Rabl in Abfahrt und Superkombination jeweils die Silbermedaille.

## Werdegang
Auf Grund eines Skiunfalles am 10. Jänner 2007 ist der in Söll in Tirol lebende Roman Rabl ab dem 12. Brustwirbel querschnittgelähmt und nutzt seitdem einen Rollstuhl. Schon im Krankenhaus war für ihn klar, dass er wieder Skifahren möchte. Im November des selbigen Jahres seines Unfalles absolviert er seinen ersten Monoskikurs.

## Sportliche Karriere
Im November 2007 saß er das erste Mal im Monoski, ein Jahr später startete er im Dezember 2008 bei seinem ersten Europacuprennen im Nachwuchskader des Österreichischen Skiverbands (ÖSV). Im Jahr darauf war er schon  Bestandteil des Europacupteams. 
Durch seine  Leistungen wurde er die darauffolgende Saison in den B-Kader aufgenommen. Bei der WM in Sestriere 2011 belegte er den  5. Platz im Slalom.
Roman Rabl feierte sein Weltcup-Debüt in der Saison 2011/2012. Hier folgte auch der erste Weltcup-Podest Platz im Slalom mit einem dritten Platz im Spanischen La Molina und der erste Europacupsieg im Tschechischen Spindlermühle.
In der Saison 2012/2013 wechselte Roman Rabl zu einem japanischen Monoski. Dieser Wechsel machte sich bezahlt und er erreichte am 13. Jänner 2013 seinen ersten Weltcupsieg in St. Moritz im Riesentorlauf. In derselben Saison folgten weitere Podestplätze im Weltcup. Weiter holte er die Europacupgesamtwertung und wurde mit dem Team Weltmeister in La Molina.
Bei den Paralympischen Spielen in Sotschi 2014 holte er drei Bronzemedaillen in den Disziplinen Slalom, Super-Kombination und Riesentorlauf. Darüber hinaus belegte er in den Weltcupgesamtwertung den 2. Platz und konnte die Gesamtweltcupwertung in der Super-Kombination für sich entscheiden. Die Europacupgesamtwertung konnte er auch verteidigen.
Bei der Weltmeisterschaft 2015 im kanadischen Panorama konnte er zwei zweite Plätze einfahren, sowohl in der Abfahrt als auch in der Superkombination.

## Erfolge

### 2013/2014
Paralympische Winterspiele Sotschi
- Slalom: Bronze
- Super-Kombi: Bronze
- Riesentorlauf: Bronze

Weltcup
- Gesamtweltcup: 2. Platz
- Super-Kombinations Weltcup: 1. Platz
- Riesentorlauf Weltcup: 2. Platz

Europacup
- Gesamteuropacup: 1. Platz

### 2012/2013
Weltmeisterschaft La Molina
- Teamweltmeister

Weltcup
- Gesamtweltcup: 5. Platz
- Riesentorlauf Weltcup: 2. Platz

Europacup
- Gesamteuropacup: 1. Platz

### 2011/2012
Weltcup
- Gesamtweltcup: 8. Platz
- Slalom La Molina: 3. Platz

Europacup
- Gesamteuropacup: 4. Platz

2010/2011
Weltmeisterschaft Sestriere
- Slalom: 5. Platz

Europacup
- Riesentorlauf La Molina: 3. Platz

Tiroler Meisterschaften
- 3-facher Tiroler Meister (Slalom, Riesentorlauf, Super-G)